# Богорово (област Силистра)
 Тази статия е за селото в област Силистра, Северна България.  За селото в област Ямбол, Южна България вижте Богорово (Област Ямбол).  
Богорово е село в Североизточна България. То се намира в община Силистра, област Силистра.

## География
Селото се намира на 16 км югоизточно от Силистра, непосредствено на българо-румънската граница. Разположено е на пътя Силистра-Добрич.

## История
Селото е образувано по време на румънската окупация на Южна Добруджа. Новото селище е било наречено Грамости. След връщането на Южна Добруджа на Царство България през септември 1940 година селото е преименувано и днес носи името на изтъкнатия български енциклопедист от Възраждането и радетел за чист български език – Иван Богоров. Тук намират своя втори дом изселници от село Кълний, останало в пределите на Румъния. Кълний е било доста голямо българско село и жителите му са настанени в няколко села на днешната област Силистра – Коларово, Ценович, Малък Преславец, както и в самата Силистра. До края на 90-те години на ХХ век в Богорово има застава на Гранични войски, която впоследствие е изоставена.

## Население
Численост на населението според преброяванията през годините:
| \| Година на преброяване \| Численост \| \| --------------------- \| --------- \| \| 1934 \| 459 \| \| 1946 \| 472 \| \| 1956 \| 366 \| \| 1965 \| 239 \| \| 1975 \| 152 \| \| 1985 \| 130 \| \| 1992 \| 131 \| \| 2001 \| 92 \| \| 2011 \| 74 \| \| 2021 \| 100 \| |           |
| Година на преброяване | Численост |
| 1934 | 459       |
| 1946 | 472       |
| 1956 | 366       |
| 1965 | 239       |
| 1975 | 152       |
| 1985 | 130       |
| 1992 | 131       |
| 2001 | 92        |
| 2011 | 74        |
| 2021 | 100       |

### Етнически състав
Преброяване на населението през 2011 г.
Численост и дял на етническите групи според преброяването на населението през 2011 г.:
|                     | Численост | Дял (в %) |
| Общо                | 74        | 100.00    |
| Българи             | 74        | 100.00    |
| Турци               | 0         | 0.00      |
| Цигани              | 0         | 0.00      |
| Други               | 0         | 0.00      |
| Не се самоопределят | 0         | 0.00      |
| Неотговорили        | 0         | 0.00      |

## Личности
В него е роден професор, доктор на икономическите науки – специалност „Организация и управление извън сферата на материалното производство“ Лучиян Ангелов Милков – преподавател в УНСС – гр. София и Шуменския университет „Епископ Константин Преславски“. Завършил е Философския факултет на Софийски университет „Св. Климент Охридски“ – специалности педагогика и психология.
Автор на монографии, студии, учебници, статии в централен и международен печат от областта на психологията – психология на управлението, икономическа психология, педагогическа психология; педагогиката – философия на образованието, теория на възпитанието, дидактика; публичната администрация – конфликтология, административна култура, публично лидерство, социална администрация, динамика на готовността за административен труд. Ръководител на множество докторанти, от които осем вече са защитили дисертации и получили образователната и научна степен „Доктор“. Под негово ръководство десетки бъдещи бакалаври и магистри са разработили и защитили дипломни работи.